# جيمس باري مونيك هيرتزوغ
جيمس باري مونيك هيرتزوغ (3 أبريل 1866 - 21 نوفمبر 1942) سياسي أفريقي شغل منصب رئيس وزراء اتحاد جنوب أفريقيا من 30 يونيو 1924 إلى 5 سبتمبر 1939.

## روابط خارجية
- جيمس باري مونيك هيرتزوغ على موقع الموسوعة البريطانية (الإنجليزية)